# High Capacity Color Barcode

Un HCCB contenant l'URI http://www.microsoft.com/tag (la page d'accueil de Microsoft Tag).

Le High Capacity Color Barcode (de l'anglais signifiant littéralement « code-barres couleur haute capacité »), abrégé par le sigle HCCB, de dénomination commerciale Microsoft Tag, est un type de code-barres bidimensionnel développé par Microsoft, utilisant des triangles de différentes couleurs à la place des carrés ou lignes en noir et blanc habituellement utilisés par les autres types de codes-barres.
Ce service a été suspendu le 19 août 2015.